# 纳瓦塞勒
纳瓦塞勒（法語：Navacelles，法語發音：[navasɛl]）是法国加尔省的一个市镇，属于阿莱斯区。

## 地理
纳瓦塞勒（44°9'46"N, 4°14'26"E）面积11.02 平方千米，位于法国奧克西塔尼大區加尔省，该省份为法国南部沿海省份，南端濒地中海，北起顺时针与阿尔代什省、沃克吕兹省、罗讷河口省、埃罗省、阿韦龙省和洛泽尔省接壤。
与纳瓦塞勒接壤的市镇（或旧市镇、城区）包括：阿莱格尔莱菲马德、布凯、布鲁泽莱萨莱斯、莱普朗、塞尔瓦。

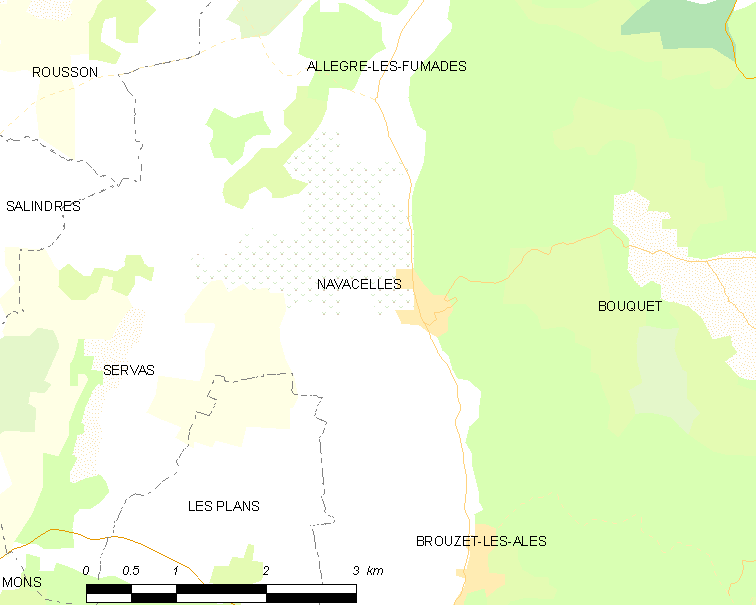
纳瓦塞勒的OSM定位图

纳瓦塞勒的时区为UTC+01:00、UTC+02:00（夏令时）。

## 行政
纳瓦塞勒的邮政编码为30580，INSEE市镇编码为30187。

## 政治
纳瓦塞勒所属的省级选区为鲁松县。

## 人口

1962-2008年间纳瓦塞勒人口变化图示

纳瓦塞勒于2022年1月1日时的人口数量为307人。